# الكسندر مالكوم
الكسندر مالكوم (بالإنجليزية: Alexander Malcolm)‏ هو سياسي نيوزلندي، ولد في 1 يوليو 1864، وتوفي في 19 يوليو 1956. انتخب عضو مجلس النواب النيوزيلندي.